# Ferdinand Freiherr von Nordenflycht
Ferdinand Freiherr von Nordenflycht (* 21. Mai 1887 in Szittkehmen, Landkreis Goldap, Ostpreußen; † 24. September 1966 in Berlin-Zehlendorf) war ein deutscher Verwaltungsbeamter und Polizeipräsident von Magdeburg.

## Herkunft
Nordenflychts Familie siedelte kurz nach seiner Geburt in die preußische Provinz Sachsen über. Seine Eltern waren der Königlicher Forstmeister in Lödderitz Freiherr Gustav Adolf von Nordenflycht (1846–1921) und dessen Ehefrau Adolfine von Wedel (* 3. Oktober 1864).

## Leben und Wirken
In Dessau besuchte Nordenflycht das Gymnasium, bevor er zwischen 1905 und 1908 Rechtswissenschaft in Göttingen studierte. 1906 wurde er Mitglied des Corps Saxonia Göttingen. Später trat er in die Deutschnationale Volkspartei ein. Nach dem Preußenschlag wurde er im Juli bzw. August 1932 zunächst kommissarischer, ab Oktober 1932 endgültiger Polizeipräsident von Magdeburg. Im Mai 1933 erfolgte die Versetzung in den einstweiligen Ruhestand. Ab Oktober 1933 arbeitete Nordenflycht als nichtplanmäßiger Beamter bei der Oberrechnungskammer in Berlin.
Nach dem Zweiten Weltkrieg wurde Nordenflycht im Jahr 1951 zum Direktor beim Bundesrechnungshof berufen und leitete von 1962 bis 1966 als Zwingherr (Vorsitzender) die Gesetzlose Gesellschaft zu Berlin.